# Alex Chernov
Alex Chernov (ur. 12 maja 1938 na Litwie) – australijski ekonomista, prawnik i działacz państwowy, od 8 kwietnia 2011 do 2015 pełnił urząd gubernatora stanu Wiktoria. 

## Życiorys
Pochodzi z rodziny Rosjan osiadłych na Litwie, skąd jego rodzina wyemigrowała do Austrii, gdy był jeszcze niemowlęciem. Swoją edukację rozpoczął w szkole podstawowej w Salzburgu, ale gdy miał 10 lat, jego rodzice postanowili przenieść się do Melbourne. W 1961 uzyskał licencjat w dziedzinie handlu na University of Melbourne. Siedem lat później ukończył studia prawnicze na tej samej uczelni i został przyjęty do adwokatury stanu Wiktoria. W swej praktyce prawniczej specjalizował się w prawie handlowym, w szczególności zagadnieniach związanych z funkcjonowaniem spółek. W 1980 uzyskał tytuł radcy królowej (Queen's Counsel), przeznaczony dla najbardziej doświadczonych prawników. W latach 1985–86 stał na czele samorządu zawodowego prawników w stanie Wiktoria, zaś w latach 1990-1991 kierował Law Council of Australia, organizacją grupującą prawnicze samorządy ze wszystkich stanów i terytoriów Australii. 
W 1997 został sędzią Sądu Najwyższego Wiktorii. Początkowo orzekał w Izbie Procesowej, ale już w 1998 został awansowany do Izby Odwoławczej. W lutym 2008, na krótko przed swoimi 70. urodzinami, przeszedł w stan spoczynku. W styczniu 2009 został wybrany na kanclerza swojej alma mater. 21 lutego 2011 ogłoszono, iż zastąpi Davida de Kretsera na stanowisku gubernatora Wiktorii. Objął urząd 8 kwietnia 2011 roku.

### Życie prywatne
Chernov jest od 1966 roku żonaty z Elizabeth, z domu Hopkins, prawniczką i działaczką społeczną, aktywną zwłaszcza w organizacjach zajmujących się zdrowiem kobiet i dzieci. Mają troje dzieci i sześcioro wnucząt.